# Regilde
Regilde is een plaats (freguesia) in de Portugese gemeente Felgueiras en telt 1164 inwoners (2001).